# 허스커 두
허스커 두(Hüsker Dü)는 1979년 미국 미네소타주에서 결성된 록 밴드이다. 1987년 해체한 이후 밥 몰드는 솔로로 활동하였으며, 1992년부터 1995년까지는 밴드 슈거(Sugar)의 멤버로도 활동하였다.

## 멤버
- 그랜트 하트(Grant Hart)
- 밥 몰드(Bob Mould)
- 그렉 노턴(Greg Norton)